# Давань
Давань (более точно Даюань, кит. упр. 大宛, пиньинь Dàyuān; др.-перс. Suguda-; Фергана от согд. βrγ'n, Паркан) — древнее среднеазиатское государство, существовавшее с III в. до н. э., занимавшее центральную и восточную часть Ферганской долины. С периодом расцвета государства Давань совпадает развитие мархаматской археологической культуры.

## Название
Персы называли это государство «Согд». Но наиболее вероятно — 大宛 Давань/Да-юань/Ta-юань, «Великий Юань», буквально «Великие Ионийцы», китайцы встретили эллинизированное население на территории Ферганской долины во время первого контакта с Парканой.
В V в. в летописи «Бейши» встречаются топонимы «Лона» или «Полона». В VI—VII вв. территория Даваня известна под названием Боханна или Бохан. В VII — начале VIII вв. в летописи «Таншу» Фергана упоминается как «Ниньюань». Все названные выше источники указывают на соответствие данных названий топонимам «Давань» или «Тайюань».
Стоит отметить, что слово «Фергана» не встречается в источниках древнего периода. Фергана VI—VIII веках именовалась в зарубежных источниках Фейхань, Бохань, Паханна. Основу данного топонима нужно искать только в раннем средневековье. Вероятно, это связано с сакско-согдийским синтезом. Исходя из этих транскрипций и согдийского обозначения Ферганы, древнее звучание реконструируется как Фар[а]гана или Фрагана, которая в греческом варианте никак не могла стать Париканой.
Э. Херцфельд (а вслед за ним и многие другие) считал, что название связано с племенем парикании, упоминаемые наряду с ортокорибантиями, однако эта теория подвергалась неоднократной критике. Есть версия, что паргона этимологизируется из иранских диалектов как «котловина, замкнутая горными хребтами», «межгорная долина». Название региону могло дать и персидское «فرقانه» (Farghaneh), что значит «разнообразный».

## История
Первое письменное упоминание о достаточно сильном государстве этого региона встречается в китайских источниках III веке до н. э. Столицей был город Эрши (Ура-Тюбе; развалины у совр. Мархамат в Андижанской области). Его окружали ряды укреплений. Центральная часть была обнесена стенами с башнями, сложенными из сырцового кирпича. В Паркане было до 70 малых и больших городов, рассредоточенных по отдельным оазисам. Через Паркан проходил Великий Шёлковый Путь. Язык государства был близок к языку согдийских, парфийских народов. Население по различным данным составляло 300 000—500 000 человек. Данные антропологических исследований показали, что жители Паркана относились к европеоидам, у них были глубокие глазницы и густые бороды. Основа экономики Паркана — орошаемое земледелие, ремесленничество и коневодство. Стоит отметить, что Ферганская долина также испытала на себе влияние таких древних государств как Империя Ахеменидов и Греко-бактрийское царство, что также отразилось на историческом наследии народов населявших эту территорию.
Китайский путешественник и дипломат Чжан Цянь в 128 г. до н. э. впервые прибыл в Даюань. В I веке до н. э. Сыма Цянь собрал его записи в «Ши цзи» («Исторические Записки», гл. 123 «Даюань ле чжуань»). Чжан Цзянь был отправлен в Давань императором Хань У-ди для заключения союза с юэчжами против хунну. Проведя в хуннском плену 10 лет, Цянь сбежал и через несколько десятков дней пути на запад прибыл в Даюань. Там были наслышаны о богатстве Хань и уже хотели открыть сообщение, но не могли. Цянь посоветовал даюаньскому царю (王) дать посольству сопровождающих и тогда Цань вернётся в Хань и обратно привезёт богатейшие дары. Царь обрадовался и отправил Цаня с сопровождающими по почтовым станциям (разночтения «繹» порядок(?) или «驛» почтовая станция) в Кангюй. Оттуда посольство было направлено к Великим Юэчжам (大月氏) в Фараруд. В это время там правил малолетний наследник убитого хуннами юэчжийского царя (сведения Сыма Цянь) либо его мать царица (сведения Хань Шу). Юэчжи тогда вторглись в Дася (大夏), то есть Бактрию в тех землях юэчжи жили привольно и богато, не опасаясь набегов и забыли о войне с хунну. Поэтому попытки Цяня заключить союз не имели успеха. Через год в Бактрии Цянь выехал в Хань через Наньшань и соответственно земля цянов и малых юэчжей, а не хунну. Но хунну перехватили его. Через год, в 126 году до н. э. умер шаньюй Цзюньчэнь, его сын Юйдань (или Юйби) был свергнут дядей Ичжисе. Пока хунну сражались в междоусобной войне Чжан Цянь с женой-хуннкой и проводником Танъи Фу (堂邑父) вернулся в Китай. Чжан Цянь был повышен до тайчжун дайфу (太中大夫), а Танъи Фу стал особым государевым посланцем (奉使君).
Китайский император У-ди, желая достичь Эрши и добыть там аргамаков, в 105 г. до н. э. начинает подготовку к своему первому походу в Даюань. Начальником экспедиции был назначен полководец Ли Гуанли, родственник фаворитки императора. Из-за слабой подготовки армии и нашествия саранчи весной 104 г., уничтожившей всю траву от Шаньси до Дуньхуана, обусловивших недоедание, утомление и уменьшение численности войск, поход завершился неудачей.
В 102 г. до н. э. У-ди, разгневанный неудачей первого похода, предпринимает второй поход в Даюань. В союз с Китаем вступили усуни, хотя фактическое участие в походе они не принимали. Наоборот Канцзюй занял враждебную позицию. Собрано войско в 60 000 воинов, однако, после многих сражений, 40 дневной осады Эрши и ожесточённого сопротивления города Ю, китайцы опять с большими потерями вынуждены были отступить. Всё же даваньцы были вынуждены признать поражение и согласились на условия Хань. Китайская армия потеряла более 50 000 человек, главным образом из-за нерадивого отношения командиров наживавшихся на поставках. Князем Даваня стал Мэйцай, но вскоре он был убит даваньской знатью, а князем поставлен Угуа Чаньфэн. Новый князь послал сына заложником в Хань. У-ди отправил посольства для распространения известий о своей победе в странах Центральной Азии.
Вместе с конями в Китай попали саженцы даваньского винограда и семена люцерны, которую стали высаживать и использовать как корм для лошадей.
Упоминания о Паркане исчезают примерно в V в. н. э.
При династии Тоба Вэй Давань называлась Полона (破洛那國). При Тан — Нинъюань (寧遠, то есть «умиротворённое»). В VII веке завоёвано тюрками. Ван Циби был убит западно-тюркским ханом Каньмохэдо (瞰莫賀咄, Тон-багатур). Его выбил из города Ашина Шуни (阿瑟那鼠匿). Он остался жить в долине. Ему наследовал сын Эбочжи (遏波之), который правил в городе Кэсай. Сына старшего брата Киби — Аляоцань (阿了參) стал ваном в городе Хумэнь. В 658/659 году Аляоцань принял танское подданство у Тан Гао-цзуна.

## Правительство
Есть старший и младший царь (ван) с титулами: Фуго-ван (輔國王) и Фу-ван (副王).

## Города
Более 70 городов, обнесённых стенами и имеющих предместья. Общее население несколько сот тысяч человек.

## Хозяйство
Земледелие: рис и пшеница. Выращивают виноград и делают из него вино (его очень любят), которое хранится десятилетиями в богатых домах. Есть много самоцветов. Развито ювелирное производство, золото и серебро импортируют из Китая. Производят шёлк и лак, но нет чугуна. Впоследствии получили технологии выплавки у крепостных бежавших от китайских чиновников и стали выплавлять оружие.

## Население
Китайцы отмечали схожесть языка Даваня и племён включая Анси (Парфия), что позволяет судить о расхождении Иранских языков. У жителей глубоко посаженные глаза, густые бороды, страсть к торговле. Очень велика власть женщин над мужьями. Страшились Хунну и старались угождать им, содержа их послов и князей. Китайцы сначала всё покупали, но после Хуханье, даваньцы стали содержать и китайских послов.

## Кони
Китайские послы обнаружили в Даюане коней превосходивших китайских. За их скорость их называли «Небесные кони», «Крылатые кони» а также «Потеющих кровью», из-за того, что во время быстрого бега они выделяли красный пот. Они считались потомками коня (天馬) Небесного Владыки, который пасся на высокой горе и которому местные жители привели кобылицу. Она подарила много счастья. Коней кормят люцерной.

## Вооружение
Вооружены луками и копьями. Есть конные лучники.